# La cetra
La cetra és el nom de dos conjunts de dotze concerts compostos per Antonio Vivaldi. El primer conjunt, La cetra, op. 9 consta d'onze concerts per a violí i un concert per a 2 violins, corda i baix continu. Aparegué publicat el 1727 com a opus 9 i fou dedicat a l'Emperador Carles VI d'Àustria.
L'any següent, el 1728, Vivaldi va escriure una altra col·lecció de dotze concerts els quals van anomenar La cetra (1728). També els va dedicar a l'Emperador Carles VI i li va regalar el manuscrit dels concerts. No se sap ben bé perquè Vivaldi va crear dos conjunts de concerts amb el mateix nom però amb diferents peces; es creu que l'emperador austríac no deuria rebre una còpia de La cetra Op. 9 per endarreriments en la impressió, i Vivaldi va decidir de crear ràpidament una altra col·lecció de dotze concerts, als que també titulà La cetra. Aquesta segona col·lecció de concerts no foren publicats però hi ha una còpia a l'Österreichische Nationalbibliothek (A-Wn Mus.Hs.15996).

## Context històric
El setembre de 1728, Vivaldi es va reunir amb l'emperador Habsburg, Carles VI, a prop de Trieste, on l'emperador supervisava la construcció d'un nou port. L'Emperador era un gran admirador de Vivaldi, li va donar el títol de cavaller i una cadena d'or amb un medalló, i el va convidar a visitar Viena. Al seu torn, Vivaldi va lliurar a l'Emperador un manuscrit amb una col·lecció de concerts titulada "La Cetra" (la cítara o la lira). Probablement no és casual que el compositor hagués utilitzat el mateix títol per als Dotze concerts per a violí, Op. 9 'La Cetra', que va publicar un any abans amb Le Cène a Amsterdam, amb una dedicació també a l'Emperador. Segons l'especialista en Vivaldi Michael Talbot, la lira simbolitzava el gran amor de la música dels Habsburg. Anteriorment, el 1673, Giovanni Legrenzi ja havia dedicat una antologia, també titulada La Cetra, al llavors emperador Leopold I.
Talbot també considera l'ús de scordatura en la part del violí dels concerts núms. 6 i 12 de l'op. 9 per ser un homenatge a l'emperador dels Habsburg. La pràctica de scordatura va ser, de fet, una tradició popular a Àustria i Bohèmia, com sabem per la música de violí de Biber i Schmelzer. Pel que fa a la sorprenent trobada entre l'emperador Carles VI i el Vivaldi a Trieste el 1728, Abbé Conti va escriure en una carta a Madame de Caylus: «L'emperador va parlar de música amb Vivaldi. Es diu parlar més amb ell en catorze dies que amb els seus ministres en dos anys».

## La cetra, op. 9 (1727)
En la partitura original, apareix el següent text:
| « | La Cetra. Concerti per 3 violini, Viola, Violoncello ed organo. Composti da D.A. Vivaldi Maestro del Pio Ospitale della città di Venezia e Maestro di Cappella di Camera di S.A.S. il sig. Principe Filippo Langravio d'Assia Darmistadt. | » |

| - «Concert núm. 1 en do major, RV 181a» 1. Allegro 2. Largo 3. Allegro - «Concert núm. 2 en la major, RV 345» 1. Allegro 2. Largo 3. Allegro - «Concert núm. 3 en sol menor, RV 334» 1. Allegro non molto 2. Largo 3. Allegro non molto - «Concert núm. 4 en mi major, RV 263a» 1. Allegro non molto 2. Largo 3. Allegro non molto - «Concert núm. 5 en la menor, RV 358» 1. Adagio - Presto 2. Largo 3. Allegro - «Concert núm. 6 en la major, RV 348» 1. Allegro 2. Largo 3. Allegro non molto | - «Concert núm. 7 en si bemoll major, RV 359» 1. Allegro 2. Largo 3. Allegro - «Concert núm. 8 en re menor, RV 238» 1. Allegro 2. Largo 3. Allegro - «Concert núm. 9 en si bemoll major, RV 530» 1. Allegro 2. Largo 3. Allegro - «Concert núm. 10 en sol major, RV 300» 1. Allegro non molto 2. Largo 3. Allegro - «Concert núm. 11 en do menor, "El sospetto", RV 198a» 1. Allegro 2. Adagio 3. Allegro - «Concert núm. 12 en si menor, RV 391» 1. Allegro non molto 2. Largo 3. Allegro |

## La cetra(A-Wn Mus.Hs.15996)[2](1728)
El títol original La Cetra. Concerti Consacrati alla Sacra Cesarea Cattolica Real Maesta di Carlo VI […] l'anno 1728.
A més del mateix nom i un plantejament similar (pràcticament la mateixa ordenació de tonalitats majors i menors) i a un concert que repeteix, en si menor RV 391. En La cetra op. 9 és el darrer, el núm. 12, i en La cetra de setembre de 1728, és el núm. 5. En general, hi ha gran similituds entre les dues col·leccions i també en l'estil, amb un ús del contrapunt imitatiu, especialment en els concerts per a dos violins, un dibuix melòdic ornamentat en els moviments lents i l'ús de la scordatura d'acord amb la tradició violinística de l'Europa Central.
| - «Concert núm. 1 en si bemoll major, RV 360» 1. Allegro non molto 2. Largo 3. Allegro - «Concert núm. 2 en do major, RV 189» 1. Larghetto - Allegro non molto 2. Larghetto 3. Allegro molto - «Concert núm. 3 en do menor, RV 202» 1. Allegro non molto 2. Largo 3. Allegro non molto - «Concert núm. 4 en fa major, RV 286» 1. Largo molto e spiccato - Andante molto 2. Largo 3. Allegro non molto - «Concert núm. 5 en si menor, RV 391» 1. Allegro non molto 2. Largo 3. Allegro - «Concert núm. 6 per a dos violins en si bemoll major, RV 526» 1. Allegro 2. Largo 3. Allegro | - «Concert núm. 7 en do major, RV 183» 1. Allegro non molto 2. Largo 3. Allegro - «Concert núm. 8 en sol menor, RV 322» 1. Allegro 2. Largo 3. Allegro - «Concert núm. 9 en re major, RV 203» 1. Allegro 2. Largo 3. Allegro - «Concert núm. 10 en mi major, RV 271» 1. Allegro 2. Cantabile 3. Allegro - «Concert núm. 11 en mi menor, "El favorito", RV 277» 1. Allegro 2. Andante 3. Allegro - «Concert núm. 12 per a dos violins en la major, RV 520» 1. Allegro 2. Largo 3. Allegro |